# Relaciones China-Guinea
Las relaciones entre la República Popular China y Guinea fueron establecidas el 14 de octubre de 1959, cuando estaban en el poder Liu Shaoqi por parte de la República Popular de China y Ahmed Sékou Touré por parte de la República de Guinea.

## Historia
La historia de las relaciones bilaterales entre el país africano y el gigante asiático se remontan a la independencia de Guinea de Francia en 1958, tras la que Touré llegó al poder imponiendo un régimen totalitario unipartidista de corte socializada, lo que llamó a  acercar posturas con el régimen comunista chino, si bien el régimen de Touré se acabaría descubriendo totalmente nacionalista y autoritario con poca ideología socialista real.

## Relaciones bilaterales
Desde el año 2000 hasta el 2011, existían un total aproximado de 31 proyectos oficiales de financiación china identificados en Guinea por varios medios de comunicación. Estos proyectos iban desde la construcción de 150 camas hospitalarias en Kipe en 2008 hasta una ayuda gubernamental de 5,2 millones de dólares en 2007.